# Splendor (equip ciclista)
L'equip Splendor, conegut posteriorment com a Hitachi, va ser un equip ciclista belga, de ciclisme en ruta que va competir entre 1975 i 1989.

## Principals resultats
- Campionat de Flandes: Alfons van Katwijk (1977), Rudy Matthijs (1984)
- Tour de Flandes: Michel Pollentier (1980), Claude Criquielion (1987)
- Setmana Catalana: Sven-Ake Nilsson (1981)
- Clàssica de Sant Sebastià: Claude Criquielion (1983)
- E3 Harelbeke: William Tackaert (1983)
- Fletxa Valona: Claude Criquielion (1985, 1989)
- Premi Nacional de Clausura: Jean-Marie Wampers (1985)
- Gran Premi del Midi Libre: Claude Criquielion (1986, 1988)
- Quatre dies de Dunkerque: Dirk De Wolf (1986)
- Tour de Romandia: Claude Criquielion (1986)
- A través de Flandes: Dirk De Wolf (1989)

### A les grans voltes
- Giro d'Itàlia
  - 1 participacions (1989)
  - 0 victòries d'etapa:
  - 0 classificació finals:
  - 0 classificacions secundàries:

- Tour de França
  - 11 participacions (1979, 1980, 1981, 1982, 1983, 1984, 1985, 1986, 1987, 1988, 1989)
  - 8 victòries d'etapa:
    - 2 el 1980: Sean Kelly (2)
    - 2 el 1981: Eddy Planckaert, Sean Kelly
    - 3 el 1985: Rudy Matthijs (3)
    - 1 el 1986: Rudy Dhaenens

  - 0 classificació finals:
  - 0 classificacions secundàries:

- Volta a Espanya
  - 5 participacions (1976, 1978, 1979, 1980, 1982)
  - 14 victòries d'etapa:
    - 2 el 1979: Sean Kelly (2)
    - 7 el 1980: Sean Kelly (5), Paul Jesson, Etienne De Wilde
    - 5 el 1982: Eddy Planckaert (5)

  - 0 classificació finals:
  - 2 classificacions secundàries:
    - Classificació de la Regularitat: Sean Kelly (1980)
    - Classificació per equips (1980)

## Composició de l'equip
| \| Llista de l'equip 1979 \| Llista de l'equip 1979 \| Llista de l'equip 1979 \| Llista de l'equip 1979 \| \| Ciclista \| Data de naixement \| Equip previ \| \| \| ---------------------------------- \| ---------------------- \| -------------------------------- \| ---------------------- \| \| Herman Beysens \| 27 de maig de 1950 \| Flandria-Velda-Lano (1978) \| \| \| José Boeve \| 10 de març de 1957 \| \| \| \| Eddy Cael \| 24 de octubre de 1945 \| Boule d'Or-Sunair-Colnago (1978) \| \| \| Alain Desaever \| 3 de octubre de 1952 \| Marc Zeepcentrale-Superia (1978) \| \| \| Christian Dumont \| 2 de febrer de 1956 \| Flandria-Velda-Lano (1978) \| \| \| Erich Jagsch (2 de abr–31 de des) \| 31 de agost de 1955 \| \| \| \| Paul Jesson (1 de juny–15 de juny) \| 14 de gener de 1955 \| \| \| \| Sean Kelly \| 24 de maig de 1956 \| Flandria-Velda-Lano (1978) \| \| \| Freddy Libouton \| 1 de novembre de 1950 \| \| \| \| Ludo Loos \| 13 de gener de 1955 \| C&A (1978) \| \| \| Lieven Malfait \| 18 de juny de 1952 \| Flandria-Velda-Lano (1978) \| \| \| Wim Myngheer \| 23 de març de 1955 \| Flandria-Velda-Lano (1978) \| \| \| Ronan Onghena \| 10 de gener de 1957 \| \| \| \| Michel Pollentier \| 13 de febrer de 1951 \| Flandria-Velda-Lano (1978) \| \| \| Pierre Sonnet \| 14 de juliol de 1953 \| \| \| \| Ronny Vanmarcke \| 2 de octubre de 1947 \| \| \| \| Roger Vershaeve \| 23 de maig de 1951 \| Flandria-Velda-Lano (1978) \| \| \| Hugo Van Gastel \| 23 de març de 1953 \| Carlos-Galli-Alan (1978) \| \| \| \| \| \| \| \| Font: Cycling Archives \| \| \| \| |                       |                                  |  |
| Llista de l'equip 1979 |                       |                                  |  |
| Ciclista | Data de naixement     | Equip previ                      |  |
| Herman Beysens | 27 de maig de 1950    | Flandria-Velda-Lano (1978)       |  |
| José Boeve | 10 de març de 1957    |                                  |  |
| Eddy Cael | 24 de octubre de 1945 | Boule d'Or-Sunair-Colnago (1978) |  |
| Alain Desaever | 3 de octubre de 1952  | Marc Zeepcentrale-Superia (1978) |  |
| Christian Dumont | 2 de febrer de 1956   | Flandria-Velda-Lano (1978)       |  |
| Erich Jagsch (2 de abr–31 de des) | 31 de agost de 1955   |                                  |  |
| Paul Jesson (1 de juny–15 de juny) | 14 de gener de 1955   |                                  |  |
| Sean Kelly | 24 de maig de 1956    | Flandria-Velda-Lano (1978)       |  |
| Freddy Libouton | 1 de novembre de 1950 |                                  |  |
| Ludo Loos | 13 de gener de 1955   | C&A (1978)                       |  |
| Lieven Malfait | 18 de juny de 1952    | Flandria-Velda-Lano (1978)       |  |
| Wim Myngheer | 23 de març de 1955    | Flandria-Velda-Lano (1978)       |  |
| Ronan Onghena | 10 de gener de 1957   |                                  |  |
| Michel Pollentier | 13 de febrer de 1951  | Flandria-Velda-Lano (1978)       |  |
| Pierre Sonnet | 14 de juliol de 1953  |                                  |  |
| Ronny Vanmarcke | 2 de octubre de 1947  |                                  |  |
| Roger Vershaeve | 23 de maig de 1951    | Flandria-Velda-Lano (1978)       |  |
| Hugo Van Gastel | 23 de març de 1953    | Carlos-Galli-Alan (1978)         |  |
| |                       |                                  |  |
| Font: Cycling Archives |                       |                                  |  |

| \| Llista de l'equip 1980 \| Llista de l'equip 1980 \| Llista de l'equip 1980 \| Llista de l'equip 1980 \| \| Ciclista \| Data de naixement \| Equip previ \| \| \| --------------------------------------- \| ---------------------- \| -------------------------------- \| ---------------------- \| \| Maurizio Bellet \| 18 de novembre de 1952 \| DAF Trucks-Aida (1979) \| \| \| Herman Beysens \| 27 de maig de 1950 \| Flandria-Velda-Lano (1978) \| \| \| Joseph Borguet \| 16 de abril de 1951 \| \| \| \| Claude Criquielion \| 11 de gener de 1957 \| Kas-Campagnolo (1979) \| \| \| Johan De Muynck \| 30 de maig de 1948 \| Bianchi-Faema (1979) \| \| \| Etienne De Wilde \| 23 de març de 1958 \| \| \| \| Alain Desaever \| 3 de octubre de 1952 \| Marc Zeepcentrale-Superia (1978) \| \| \| Luc De Smet \| 30 de agost de 1957 \| \| \| \| Paul Jesson (1 de juny–15 de juny) \| 14 de gener de 1955 \| \| \| \| Sean Kelly \| 24 de maig de 1956 \| Flandria-Velda-Lano (1978) \| \| \| Lieven Malfait \| 18 de juny de 1952 \| Flandria-Velda-Lano (1978) \| \| \| Alain Meslet (19 de maig–31 de des) \| 8 de febrer de 1950 \| Fiat (1979) \| \| \| Ronan Onghena \| 10 de gener de 1957 \| \| \| \| Walter Peeters \| 14 de novembre de 1957 \| \| \| \| Daniel Plummer \| 2 de gener de 1957 \| \| \| \| Michel Pollentier \| 13 de febrer de 1951 \| Flandria-Velda-Lano (1978) \| \| \| Pierre Sonnet \| 14 de juliol de 1953 \| \| \| \| Guido Van Calster \| 6 de febrer de 1956 \| \| \| \| René Van den Bossche \| 12 de agost de 1957 \| \| \| \| Jan Wijnants (1 de set–31 de des) \| 8 de setembre de 1958 \| \| \| \| \| \| \| \| \| Fonts: ProCyclingStats Cycling Archives \| \| \| \| |                        |                                  |  |
| Llista de l'equip 1980 |                        |                                  |  |
| Ciclista | Data de naixement      | Equip previ                      |  |
| Maurizio Bellet | 18 de novembre de 1952 | DAF Trucks-Aida (1979)           |  |
| Herman Beysens | 27 de maig de 1950     | Flandria-Velda-Lano (1978)       |  |
| Joseph Borguet | 16 de abril de 1951    |                                  |  |
| Claude Criquielion | 11 de gener de 1957    | Kas-Campagnolo (1979)            |  |
| Johan De Muynck | 30 de maig de 1948     | Bianchi-Faema (1979)             |  |
| Etienne De Wilde | 23 de març de 1958     |                                  |  |
| Alain Desaever | 3 de octubre de 1952   | Marc Zeepcentrale-Superia (1978) |  |
| Luc De Smet | 30 de agost de 1957    |                                  |  |
| Paul Jesson (1 de juny–15 de juny) | 14 de gener de 1955    |                                  |  |
| Sean Kelly | 24 de maig de 1956     | Flandria-Velda-Lano (1978)       |  |
| Lieven Malfait | 18 de juny de 1952     | Flandria-Velda-Lano (1978)       |  |
| Alain Meslet (19 de maig–31 de des) | 8 de febrer de 1950    | Fiat (1979)                      |  |
| Ronan Onghena | 10 de gener de 1957    |                                  |  |
| Walter Peeters | 14 de novembre de 1957 |                                  |  |
| Daniel Plummer | 2 de gener de 1957     |                                  |  |
| Michel Pollentier | 13 de febrer de 1951   | Flandria-Velda-Lano (1978)       |  |
| Pierre Sonnet | 14 de juliol de 1953   |                                  |  |
| Guido Van Calster | 6 de febrer de 1956    |                                  |  |
| René Van den Bossche | 12 de agost de 1957    |                                  |  |
| Jan Wijnants (1 de set–31 de des) | 8 de setembre de 1958  |                                  |  |
| |                        |                                  |  |
| Fonts: ProCyclingStats Cycling Archives |                        |                                  |  |